# Сегуам
Сегуам (англ. Seguam Island; алеут. Saĝuugamax) — малий вулканічний острів у Беринговому морі в групі Андреянівських островів (Алеутські острови, штат Аляска США).

## Географія
Острів має гористий рельєф та овальну форму розміром 26х10,9 км. Його площа складає 207,3 км². Найвища точка острова становить 1054 м. Згідно з переписом 2000 року на острова мешкає 1 людина.
Острів складений з кількох стратовулканів. З кінця 18 ст.  було зареєстровано 10 вивержень. Останнє виверження відбулося з 23 травня по 31 серпня 1993 року. Вся остання активність проявляється у «Pyre Peak», конусі у західній кальдері і найвищій точці на острові, і проявляється у експлозивних вулканічних виверженнях та виливах базальтової лави.